# 阿帕·谢尔巴
阿帕（原名：拉克帕·登津·谢尔巴，1960年或1962年1月20日—），昵称超级雪巴，是尼泊尔雪巴人登山家，他至今已经22次登上世界最高峰珠穆朗玛峰，是登顶珠峰次数最多的世界纪录保持者。

## 早年
拉克帕·登津·谢尔巴于1960年代的早些时候生于尼泊尔萨加玛塔专区的塔姆村，距离世界最高峰珠穆朗玛峰和中尼边界线很近。他确切的年龄未知，但在2003年的一次采访中，他估计自己大约40岁。阿帕12岁时父亲去世，他不得不承担起照料包括他母亲、两位姐妹和三位弟弟在内的整个家庭的责任。他退了学，做了一名登山队的挑夫以养家糊口。从1985年开始他正式将登山作为自己的职业，他为许多登山队做厨师和挑夫，但直到1990年他才获得机会首次登上珠峰。

## 登山生涯
1990年5月10日，阿帕在经历过三次失败后终于首次登顶珠峰，与他同行的是一支新西兰登山队，队长是著名登山家、首次登顶珠峰的两人之一埃德蒙·希拉里的儿子彼得·希拉里。从此以后，除了1996年和2001年外，每年他都会登顶珠峰，其中有16次是在5月，而在1992年他登顶了两次。
| #   | 日期           |
| --- | -------------- |
| 1.  | 1990年5月10日  |
| 2.  | 1991年5月8日   |
| 3.  | 1992年5月12日  |
| 4.  | 1992年10月7日  |
| 5.  | 1993年5月10日  |
| 6.  | 1994年10月10日 |
| 7.  | 1995年5月15日  |
| 8.  | 1997年4月26日  |
| 9.  | 1998年5月20日  |
| 10. | 1999年5月26日  |
| 11. | 2000年5月24日  |
| 12. | 2002年5月16日  |
| 13  | 2003年5月26日  |
| 14. | 2004年5月17日  |
| 15. | 2005年5月31日  |
| 16. | 2006年5月19日  |
| 17. | 2007年5月16日  |
| 18. | 2008年5月22日  |
| 19. | 2009年5月21日  |
| 20. | 2010年5月22日  |
| 21. | 2011年5月11日  |

### 记录
阿帕至今已经登顶珠峰21次，是登顶珠峰次数最多的世界记录的保持者，不过他也曾有过数次不成功的登山经历。

### 第19次登顶珠峰
2009年，世界自然基金会在尼泊尔开展为期一年的“喜马拉雅山气候变化”宣传活动，并组织登山队，由阿帕领队，将活动口号带上世界最高峰珠穆朗玛峰。这是阿帕第19次登顶珠峰。其征程并不顺利，第一次登顶途中，他的登山队于5月7日下午在昆布冰瀑遭遇雪崩，同行的一名谢尔巴族挑夫失踪，两人获救。最终他们仍然登顶成功。登山途中，登山队发现了5吨重的垃圾并将其全部运下了山，其中包括一架失事直升机的部分残骸、一些罐头和登山工具。

### 第20次登顶珠峰
2010年，5月22日的早上阿帕第20次成功登顶珠峰，接受法新社訪問表示：今天身體狀況相當不錯，能夠登上聖母峰之巔。在山頂約待了半小時後回返基地。阿帕另外表示最近一次探險是希望讓人們重視全球氣候變遷對喜瑪拉雅山的傷害。並在個人網站中表示：「我對能登上聖母峰20次心懷感謝。」

## 个人生活
1988年，阿帕与同村的一位姑娘结婚，二人育有二子一女。后来夫妇俩为了获取商机以及给孩子们更好的学习环境，遂移居美国，一家人居住在犹他州德拉佩尔的瓦萨奇山区。阿帕成为当地的卡马户外服装公司的共同拥有人之一，也从事登山教练工作。。在2009年4月，他建立了以自己的名字命名的“阿帕·谢尔巴基金会”，致力于改善祖国尼泊尔的教育和经济状况。